# Chris Sawyer's Locomotion
 (décembre 2014).
Si vous disposez d'ouvrages ou d'articles de référence ou si vous connaissez des sites web de qualité traitant du thème abordé ici, merci de compléter l'article en donnant les références utiles à sa vérifiabilité et en les liant à la section « Notes et références ».
Chris Sawyer's Locomotion est un jeu vidéo développé par Chris Sawyer Productions et édité par Atari.

## Système de jeu
Le jeu permet au  joueur d'utiliser les rails, tramways, bus, avions, et cargo pour faire prospérer son entreprise de transport et vaincre ses concurrents. Des nouvelles inventions et découvertes en matière de transport (et de bâtiments) sont mises à disposition du joueur tout au long du jeu, qui commence au plus tôt en 1900.

## Commercialisation
Chris Sawyer's Locomotion est publié aux États-Unis le 7 septembre 2004, puis quelques jours plus tard dans le reste du monde.